# Kumher
Kumher là một thành phố và khu đô thị của quận Bharatpur thuộc bang Rajasthan, Ấn Độ.

## Địa lý
Kumher có vị trí 27°19′B 77°22′Đ / 27,32°B 77,37°Đ Nó có độ cao trung bình là 176 mét (577 feet).

## Nhân khẩu
Theo điều tra dân số năm 2001 của Ấn Độ, Kumher có dân số 20.294 người. Phái nam chiếm 54% tổng số dân và phái nữ chiếm 46%. Kumher có tỷ lệ 54% biết đọc biết viết, thấp hơn tỷ lệ trung bình toàn quốc là 59,5%: tỷ lệ cho phái nam là 65%, và tỷ lệ cho phái nữ là 40%. Tại Kumher, 19% dân số nhỏ hơn 6 tuổi.